# Seuriweuk
Seuriweuk is een bestuurslaag in het regentschap Aceh Utara van de provincie Atjeh, Indonesië. Seuriweuk telt 427 inwoners (volkstelling 2010).